# Station Merthyr Tydfil
Merthyr Tydfil is een spoorwegstation van National Rail in Merthyr Tydfil in Wales. Het station is eigendom van Network Rail en wordt beheerd door Transport for Wales. 